# انفجار هسته‌ای
انفجار هسته‌ای انفجاری است که در نتیجهٔ آزادشدن دفعی انرژی از یک واکنش هسته‌ای با سرعت بالا پدید می‌آید. واکنش منتج به انفجار ممکن است همجوشی هسته‌ای، شکافت هسته‌ای یا ترکیبی چندمرحله‌ای از این دو باشد؛ اگرچه تاکنون همهٔ جنگ‌افزارهای هسته‌ای از یک شیوهٔ شکافت هسته‌ای برای آغاز همجوشی استفاده می‌کنند و سلاح همجوشی ژاو فقط یک فرضیه است.
بر اثر انفجار هسته‌ای درون جو زمین، یک ابر قارچی مانند پدید می‌آید. اگرچه در بسیاری از واکنش‌های شیمیایی غیر هسته‌ای منتج به انفجار نیز چنین پدیده‌ای مشاهده می‌شود. انفجار هسته‌ای باعث پخش پرتو و مواد پرتوزا می‌شود.

## تاریخچه
نخستین انفجار هسته‌ای کار انسان، آزمایش ترینیتی بود که در ۱۶ ژوئیه ۱۹۴۵ (میلادی) ساعت ۵:۵۰ دقیقه سحرگاه در محوطه موشکی شن‌های سفید در نزدیکی الماگوردو، نیومکزیکو، ایالات متحده آمریکا انجام شد. این آزمایش، یک شکافت هسته‌ای تمام‌مقیاس جنگ‌افزار هسته‌ای بود. در یادداشتی از وزیر جنگ ایالات متحده آمریکا، قدرت این انفجار برابر با ۱۵ تا ۲۰ هزار تن تی‌اِن‌تی (تری‌نیتروتولوئن) بیان شد. به دنبال این آزمایش در ۶ اوت ۱۹۴۵ یک جنگ‌افزار هسته‌ای اورانیم به نام «پسر کوچک» با قدرت ۱۵ کیلوتن تی‌ان‌تی بر روی شهر هیروشیما انداخته شد. پس از آن در ۹ اوت ۱۹۴۵ جنگ‌افزار هسته‌ای پلوتونیم دیگری به نام «مرد چاق» با قدرت ۲۱ کیلوتن تی‌ان‌تی بر روی شهر ناگاساکی انداخته شد. در سال‌های پس از جنگ جهانی دوم هشت کشور، ۲,۴۷۵ جنگ‌افزار هسته‌ای را در ۲,۱۲۰ آزمایش بکار بردند.

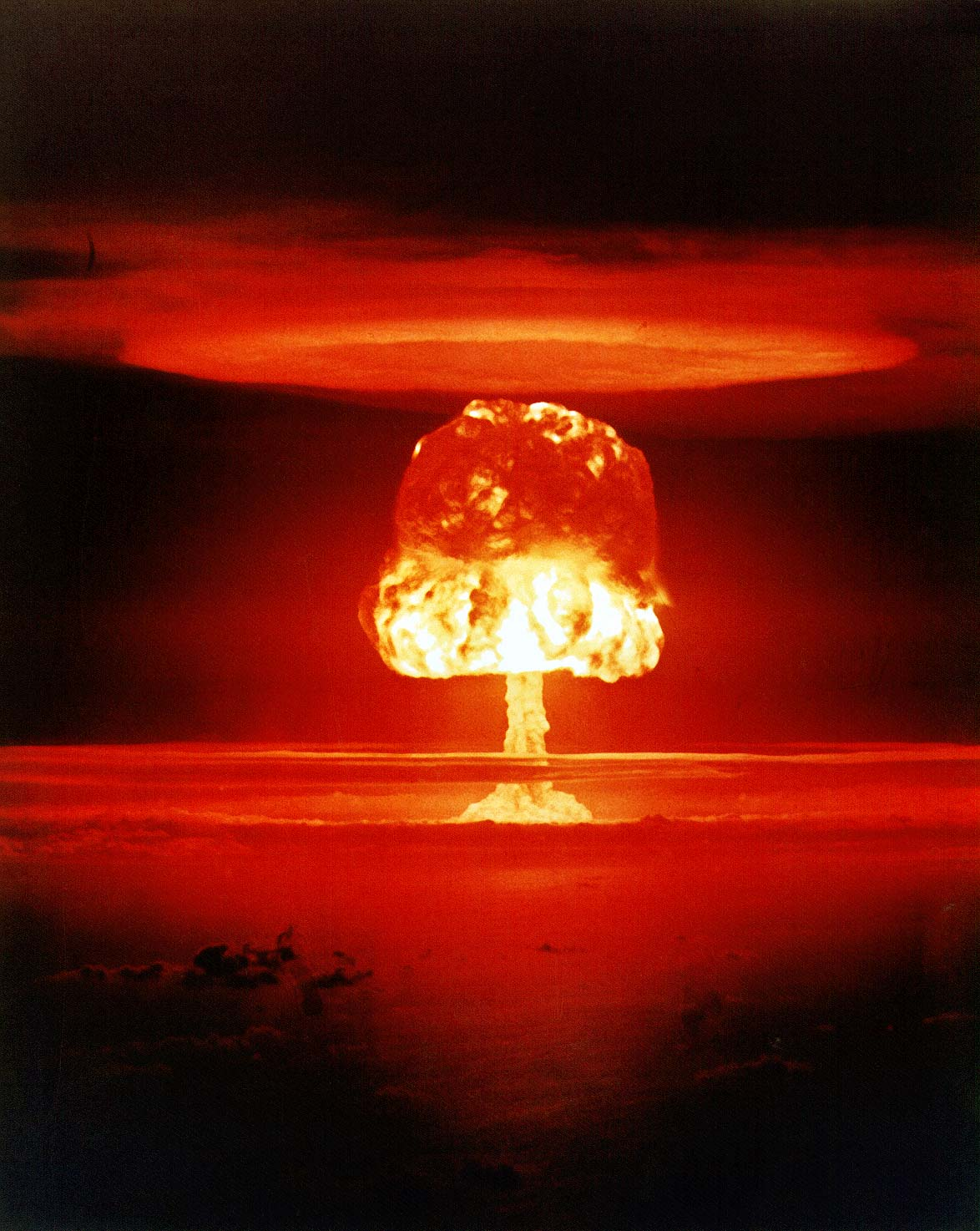
ابر ابر قارچی حاصل از آزمایش هسته‌ای عملیات قلعه

## منع جزئی آزمایش هسته‌ای
در ۱۹۶۳ ایالات متحده آمریکا، اتحاد جماهیر شوروی سوسیالیستی، و بریتانیا پیمان منع جزئی آزمایش هسته‌ای را امضا کردند. بر پایه این پیمان این کشورها از انجام آزمایش هسته‌ای در جو زمین، زیر آب یا فضای بیرونی خودداری می‌کنند. این پیمان از انجام آزمایش هسته‌ای در زیرِ زمین جلوگیری نمی‌کرد. بسیاری از کشورهای غیر هسته‌ای، تن به پیوستن به این پیمان دادند تا به اجرا در بیاید. اگرچه دو کشور دارنده جنگ‌افزار هسته‌ای چین و فرانسه به این پیمان نپیوستند. آلبانی و کره شمالی نیز از پیوستن به این پیمان خودداری کردند.
هدف نخستین این پیمان جلوگیری از کاربرد نظامی (جنگ‌افزار هسته‌ای) و مدیریت پسماندهای انفجارهای هسته‌ای زیر بود:
- پیش‌رانش جهش هسته‌ای (استفاده از نیروی هسته‌ای برای پیشگیری از برخورد سیارک)
- تولید نیروی برق (پروژه پیسر)
- انفجار هسته‌ای صلح‌آمیز

## جنگ‌افزارهای هسته‌ای

### نمونه‌های استفاده
تنها دو بار از جنگ‌افزار هسته‌ای استفاده شده است. هر دو بار ایالات متحد آمریکا علیه امپراتوری ژاپن در جنگ جهانی دوم استفاده کرد. در بمب «پسر کوچک» که در ۶ اوت ۱۹۴۵ بر هیروشیما انداخته شد ۷۰ هزار نفر جان باختند. از این تعداد ۲۰ هزار نفر سرباز ژاپنی، و ۲۰ هزار نفر کارگران برده کره‌ای بودند. سه روز پس از آن در ۹ اوت ۱۹۴۵ بار دیگر نیروی هوایی ایالات متحده آمریکا بمب «مرد چاق» را بر شهر ناگاساکی انداخت. در این انفجار ۳۹ هزار نفر جان باختند که ۲۷,۷۷۸ نفر از آنها کارکنان مهماتسازی، ۲ هزار نفر کارگر برده کره‌ای و ۱۵۰ نفر سرباز ژاپنی بودند. در جمع هر دو انفجار هسته‌ای ۱۱۹ هزار نفر جان باختند.

### عامل بازدارنده
جنگ‌افزار هسته‌ای از دید بسیاری از دولت‌ها "عامل بازدارنده" است. بزرگی توان نابودگری جنگ‌افزار هسته‌ای باعث پیشگیری جدی استفاده از آن در جنگ شده است. بنابراین بکارگیری آن در جنگ تمام‌عیار کاملا ناممکن است.

## آزمایش هسته‌ای
از هنگام آزمایش ترینیتی و حذف استفاده نظامی از جنگ‌افزار هسته‌ای، کشورهای دارنده سلاح هسته‌ای، در غالب ۶ آزمایش ۱,۷۰۰ انفجار هسته‌ای انجام داد‌ه‌اند. از این شمار، ۶تای آن انفجار هسته‌ای صلح‌آمیز بوده‌اند. آزمایش‌های هسته‌ای برای تعیین تاثیرگذاری، بازدهی، و توانایی انفجار جنگ‌افزار هسته‌ای انجام می‌شدند. در همه سده ۲۰ (میلادی) کشورهای دارنده سلاح هسته‌ای بارها آن را آزموده‌اند. آزمایش هسته‌ای، اطلاعات مهمی را درباره چگونگی کارکرد جنگ‌افزار هسته‌ای، کارکرد آن در شرایط گوناگون، و واکنش سازه‌های طبیعی و انسان‌ساز نشان می‌دهد. به علاوه، آزمایش هسته‌ای همیشه نمادی از توان علمی و نظامی یک کشور بوده و بسیاری از آزمایش‌های هسته‌ای، آشکارا با هدف سیاسی انجام می‌شده‌اند. بسیاری از کشورهای دارنده سلاح هسته‌ای، قدرت هسته‌ای خود را با آزمایش هسته‌ای نشان می‌دادند.

## تاثیر انفجارهای هسته‌ای
بیشترین اثرات انفجار هسته‌ای، مانند کارکرد آسیب فیزیکی انفجارهای متعارف (موج انفجار و گرمای زیاد) هستند. اما انرژی آزاد شده از انفجار هسته‌ای، میلیون‌ها بار بیشتر از هر گرم از دیگر مواد انفجاری است. گرمای آزاد شده نیز به ده‌ها میلیون کلوین می‌رسد.
برخلاف جنگ‌افزار متعارف، اثر منفی انفجار هسته‌ای مدت کوتاهی پس از انفجار از بین نمی‌رود. ابری از مواد پرتوهای هسته‌ای از مرکز انفجار به اطراف گسترده می‌شود و تا زمان طولانی، بر زندگی موجودات زنده اثر می‌گذارد.
هرگونه انفجار یا جنگ هسته‌ای، تاثیرات زیان‌بار طولانی مدت و گسترده‌ای دارد. آلودگی پرتوزائی باعث جهش ژنتیک و سرطان حتی در نسل‌های بعدی می‌شود.

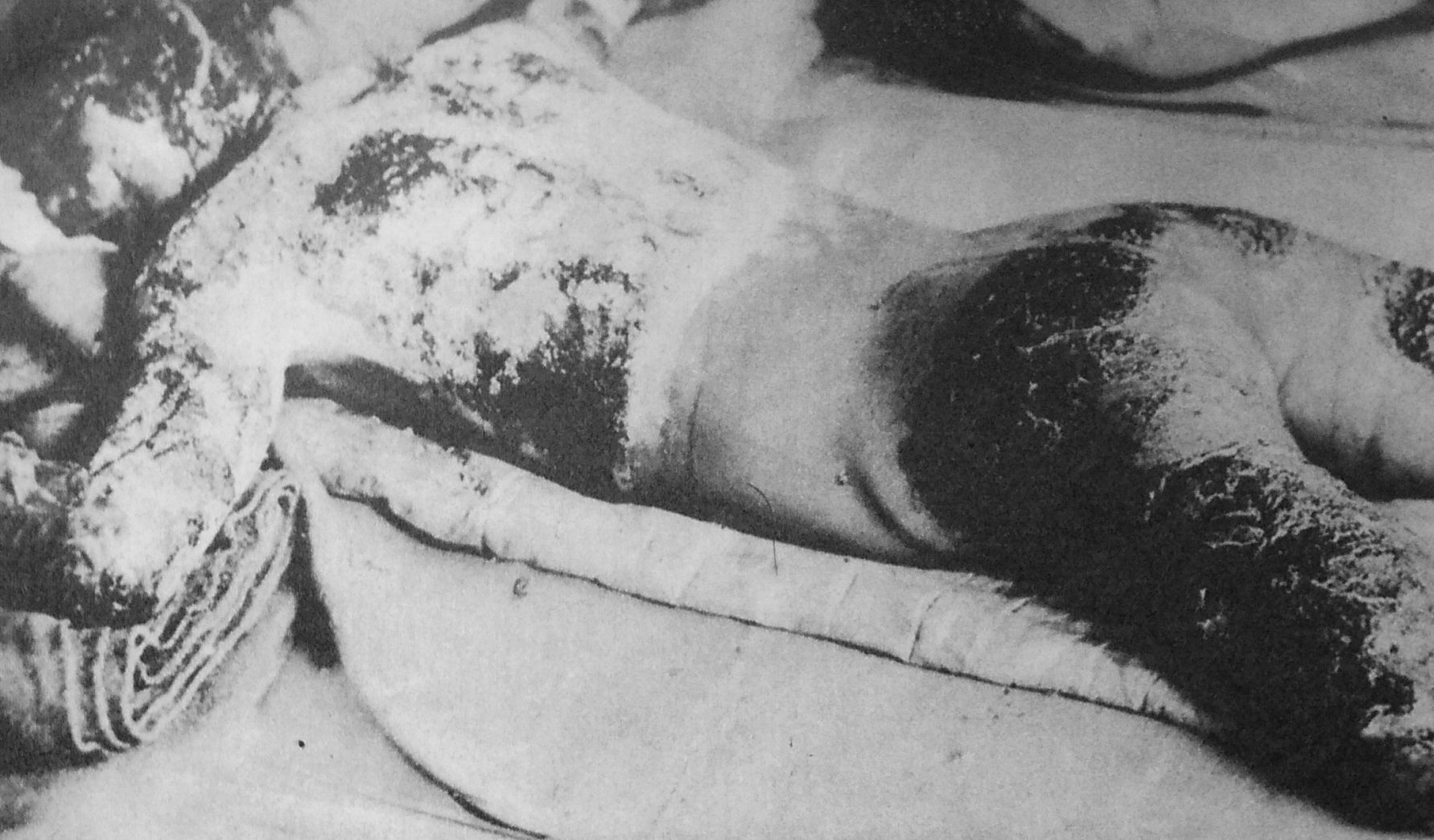
یکی از قربانیان سوخته بر اثر بمباران اتمی هیروشیما و ناکازاکی